# قطعنامه ۲۰۵۶ شورای امنیت
قطعنامهٔ ۲۰۵۶ شورای امنیت سازمان ملل متحد سندی بین‌المللی دربارهٔ وضعیت در مالی است. این قطعنامه طی نشست شورای امنیت سازمان ملل متحد در تاریخ ۵ ژوئیه ۲۰۱۲ میلادی با ۱۵ رأی موافق، ۰ رأی مخالف و ۰ رأی ممتنع به تصویب رسید.